# Río Platanar
El río Platanar es un río de Costa Rica, perteneciente a la sub-vertiente norte de la vertiente del mar Caribe. Nace en el volcán Platanar, en la cordillera Volcánica Central, su curso discurre de suroeste a noreste, y desemboca en el río San Carlos, aproximadamente a 73 m s. n. m. La mayoría de su cauce discurre sobre el territorio del cantón de San Carlos, provincia de Alajuela, pasando a través de Ciudad Quesada, la cabecera del cantón. Su naciente se halla protegida dentro del parque nacional Juan Castro Blanco. Sus aguas son utilizadas para la generación de energía hidroeléctrica.